# Liste des gouverneurs du Missouri
 (mars 2019).
Si vous disposez d'ouvrages ou d'articles de référence ou si vous connaissez des sites web de qualité traitant du thème abordé ici, merci de compléter l'article en donnant les références utiles à sa vérifiabilité et en les liant à la section « Notes et références ».
Le gouverneur du Missouri (en anglais : Governor of Missouri) est le chef du pouvoir exécutif de l'État américain du Missouri depuis 1820. 

## Histoire
La fonction est créée en 1820 lors de l'admission du Missouri en tant que 24e État des États-Unis. Son premier titulaire est Alexander McNair.
Durant la guerre de Sécession, le gouverneur élu Claiborne Fox Jackson ne peut prendre ses fonctions et forme un gouvernement en exil. Après sa mort en 1862, son successeur est Thomas Caute Reynolds.

## Système électoral
Le gouverneur du Missouri est élu pour un mandat de quatre ans au scrutin uninominal majoritaire à un tour. Il peut être réélu une fois.
Tout candidat à la fonction doit être âgé d'au moins trente ans, être citoyen américain depuis au moins quinze ans et résider dans le Missouri depuis au moins dix ans.

## Pouvoirs
Le gouverneur du Missouri est le chef du gouvernement de l’État américain du Missouri et le commandant en chef de la Garde nationale du Missouri. Le gouverneur a le devoir d’appliquer les lois de l’État et le pouvoir d’approuver ou d’opposer son veto aux projets de loi adoptés par la législature du Missouri, de convoquer la législature et d’accorder des grâces, sauf en cas de destitution.

## Liste des gouverneurs
| No | Nom                        | Début de mandat | Fin de mandat | Affiliation politique | Affiliation politique     |
| -- | -------------------------- | --------------- | ------------- | --------------------- | ------------------------- |
| 1  | Alexander McNair           | 1820            | 1824          |                       | Républicain-démocrate     |
| 2  | Frederick Bates            | 1824            | 1825          |                       | Républicain-démocrate     |
| 3  | Abraham J. Williams        | 1825            | 1826          |                       | Républicain-démocrate     |
| 4  | John Miller                | 1826            | 1832          |                       | Démocrate                 |
| 5  | Daniel Dunklin             | 1832            | 1836          |                       | Démocrate                 |
| 6  | Lilburn W. Boggs           | 1836            | 1840          |                       | Démocrate                 |
| 7  | Thomas Reynolds            | 1840            | 1844          |                       | Démocrate                 |
| 8  | Meredith Miles Marmaduke   | 1844            | 1844          |                       | Démocrate                 |
| 9  | John C. Edwards            | 1844            | 1848          |                       | Démocrate                 |
| 10 | Austin Augustus King       | 1848            | 1853          |                       | Démocrate                 |
| 11 | Sterling Price             | 1853            | 1857          |                       | Démocrate                 |
| 12 | Trusten Polk               | 1857            | 1857          |                       | Démocrate                 |
| 13 | Hancock Lee Jackson        | 1857            | 1857          |                       | Démocrate                 |
| 14 | Robert Marcellus Stewart   | 1857            | 1861          |                       | Démocrate                 |
| 15 | Claiborne Fox Jackson      | 1861            | 1861          |                       | Démocrate                 |
| 16 | Hamilton Rowan Gamble      | 1861            | 1864          |                       | Républicain               |
| 17 | Willard Preble Hall        | 1864            | 1865          |                       | Républicain               |
| 18 | Thomas Clement Fletcher    | 1865            | 1869          |                       | Républicain               |
| 19 | Joseph W. McClurg          | 1869            | 1871          |                       | Républicain               |
| 20 | Benjamin Gratz Brown       | 1871            | 1873          |                       | Parti républicain libéral |
| 21 | Silas Woodson              | 1873            | 1875          |                       | Démocrate                 |
| 22 | Charles Henry Hardin       | 1875            | 1877          |                       | Démocrate                 |
| 23 | John Smith Phelps          | 1877            | 1881          |                       | Démocrate                 |
| 24 | Thomas Theodore Crittenden | 1881            | 1885          |                       | Démocrate                 |
| 25 | John Sappington Marmaduke  | 1885            | 1887          |                       | Démocrate                 |
| 26 | Albert P. Morehouse        | 1887            | 1889          |                       | Démocrate                 |
| 27 | David R. Francis           | 1889            | 1893          |                       | Démocrate                 |
| 28 | William Joel Stone         | 1893            | 1897          |                       | Démocrate                 |
| 29 | Lon Vest Stephens          | 1897            | 1901          |                       | Démocrate                 |
| 30 | Alexander Monroe Dockery   | 1901            | 1905          |                       | Démocrate                 |
| 31 | Joseph W. Folk             | 1905            | 1909          |                       | Démocrate                 |
| 32 | Herbert S. Hadley          | 1909            | 1913          |                       | Républicain               |
| 33 | Elliot Woolfolk Major      | 1913            | 1917          |                       | Démocrate                 |
| 34 | Frederick D. Gardner       | 1917            | 1921          |                       | Démocrate                 |
| 35 | Arthur M. Hyde             | 1921            | 1925          |                       | Républicain               |
| 36 | Sam Aaron Baker            | 1925            | 1929          |                       | Républicain               |
| 37 | Henry S. Caulfield         | 1929            | 1933          |                       | Républicain               |
| 38 | Guy Brasfield Park         | 1933            | 1937          |                       | Démocrate                 |
| 39 | Lloyd C. Stark             | 1937            | 1941          |                       | Démocrate                 |
| 40 | Forrest C. Donnell         | 1941            | 1945          |                       | Républicain               |
| 41 | Phil M. Donnelly           | 1945            | 1949          |                       | Démocrate                 |
| 42 | Forrest Smith              | 1949            | 1953          |                       | Démocrate                 |
| 43 | Phil M. Donnelly           | 1953            | 1957          |                       | Démocrate                 |
| 44 | James T. Blair Jr.         | 1957            | 1961          |                       | Démocrate                 |
| 45 | John M. Dalton             | 1961            | 1965          |                       | Démocrate                 |
| 46 | Warren Eastman Hearnes     | 1965            | 1973          |                       | Démocrate                 |
| 47 | Kit Bond                   | 1973            | 1977          |                       | Républicain               |
| 48 | Joseph P. Teasdale         | 1977            | 1981          |                       | Démocrate                 |
| 49 | Kit Bond                   | 1981            | 1985          |                       | Républicain               |
| 50 | John Ashcroft              | 1985            | 1993          |                       | Républicain               |
| 51 | Mel Carnahan               | 1993            | 2000          |                       | Démocrate                 |
| 52 | Roger B. Wilson            | 2000            | 2001          |                       | Démocrate                 |
| 53 | Bob Holden                 | 2001            | 2005          |                       | Démocrate                 |
| 54 | Matt Blunt                 | 2005            | 2009          |                       | Républicain               |
| 55 | Jay Nixon                  | 2009            | 2017          |                       | Démocrate                 |
| 56 | Eric Greitens              | 2017            | 2018          |                       | Républicain               |
| 57 | Mike Parson                | 2018            | 2025          |                       | Républicain               |
| 58 | Mike Kehoe                 | 2025            | en fonction   |                       | Républicain               |